# 128228 Williammarsh
128228 Williammarsh è un asteroide della fascia principale. Scoperto nel 2003, presenta un'orbita caratterizzata da un semiasse maggiore pari a 2,7242057 au e da un'eccentricità di 0,0329352, inclinata di 6,24620° rispetto all'eclittica.